# Johann Jacob Ferber

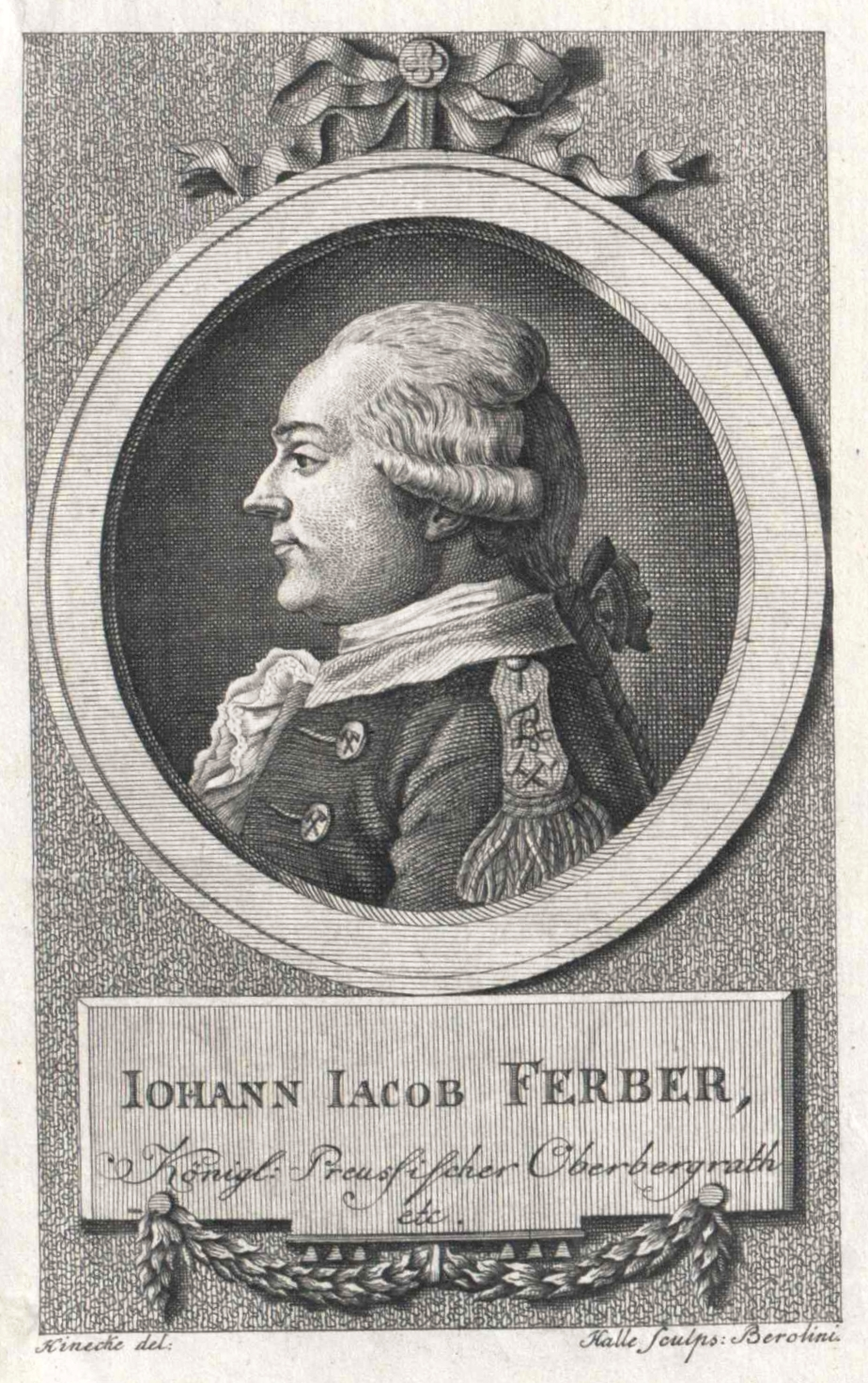
Johann Jakob Ferber, Stich von Johann Samuel Halle nach Johann Christian Heinicke

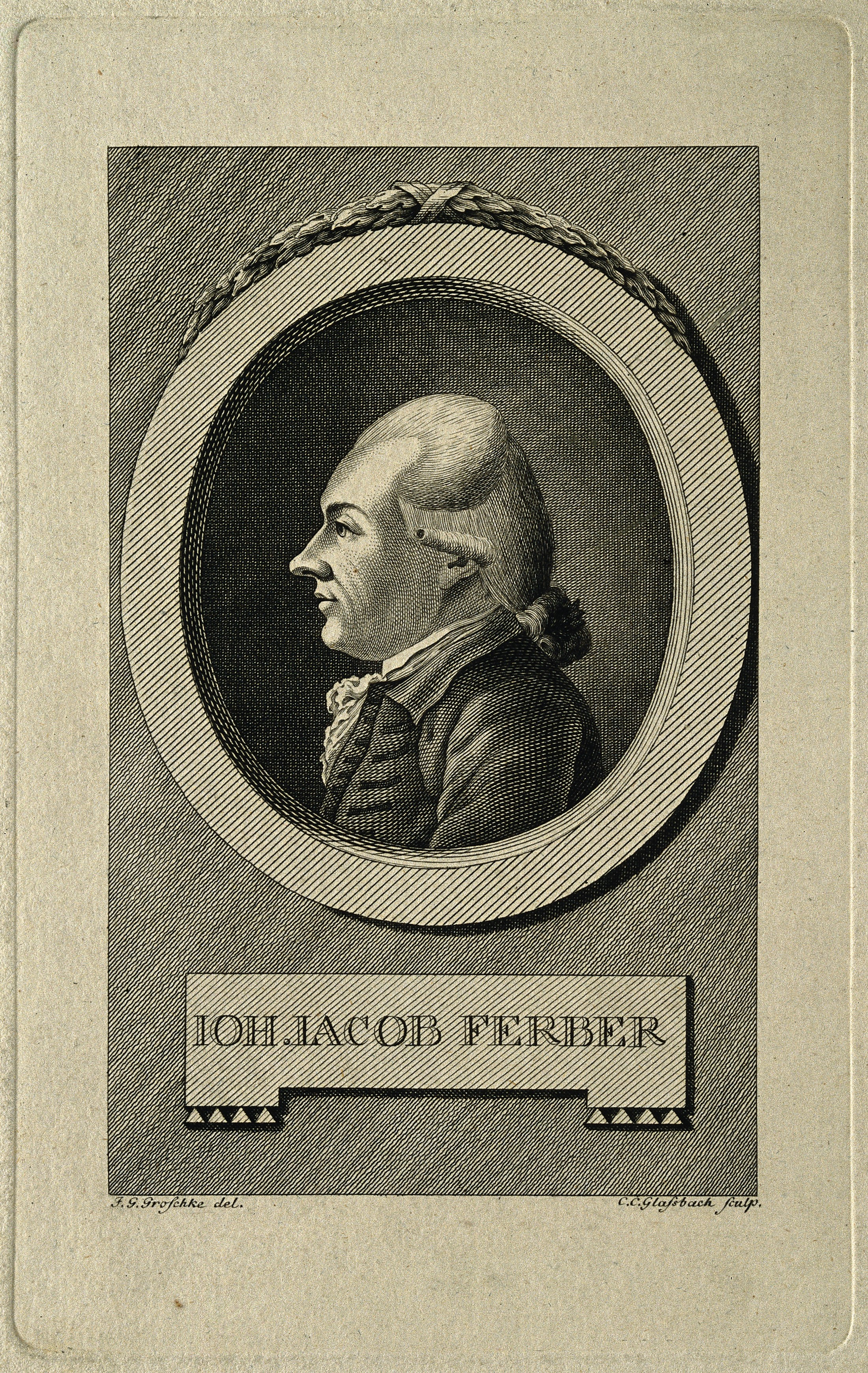
Johann Jakob Ferber, Stich von Carl Christian Glassbach nach J. G. Groschke

Johann Jacob Ferber (* 9. September 1743 in Karlskrona; † 12. April 1790 in Bern) war ein schwedischer Mineraloge und Geologe.

## Leben
Ferber war der Sohn eines Apothekers und studierte an der Universität Uppsala. Unter dem Einfluss von Carl von Linné wandte er sich der Medizin und Botanik zu und schließlich der Mineralogie. Seine Lehrer darin waren Johan Gottschalk Wallerius und Axel Frederic Cronstedt (in Stockholm). 1765 bis 1770 war er am Bergbaukollegium in Stockholm und unternahm mineralogische Reisen durch Schweden. 1765 war er in Berlin, wo er bei den Chemikern Johann Heinrich Pott und Andreas Sigismund Marggraf studierte, und er studierte außerdem an der Bergakademie Freiberg und bei Rudolf Erich Raspe in Kassel. Bis 1773 reiste er auch durch Frankreich, Italien, besuchte die Quecksilberbergwerke in Idrija, Böhmen, England (Bergwerke in Derbyshire und Cornwall) und die Niederlande. Dabei lernte er auch Ignaz von Born kennen, was zur Veröffentlichung des ersten seiner geologisch-mineralogischen Reiseberichte führte, über Italien (Wälschland) 1773. Zurück in Schweden ging er nicht wieder ins Bergbaukollegium, obwohl sein Geld aufgebraucht war. Seine Heimat wurde ihm zu eng und die sich dort bietenden Möglichkeiten waren dürftig. Er wurde Professor für Physik und Naturgeschichte an der Academia Petrina in Mitau. Er wurde 1781 vom polnischen König zu einer Reise durch Polen eingeladen. 1783 wurde er Professor und Mitglied der Akademie der Wissenschaften in Sankt Petersburg. Eine Einladung Bergwerksdirektor in Sibirien zu werden schlug er aus (er litt schon in Sankt Petersburg unter der Kälte) und nahm 1786 eine Einladung nach Berlin an, wo er Oberbergrat wurde und Mitglied der preußischen Akademie der Wissenschaften. Treibende Kraft seiner Bestellung war der Bergbauminister Friedrich Anton von Heinitz (1725–1802), der ihn schon 1777 nach Berlin holen wollte (mit einem sehr lukrativen Angebot als gut bezahltes Mitglied der Akademie). Als Oberbergrat besuchte Ferber Bergwerke, war aber auch Professor an der Bergakademie und betreute deren Sammlung. Seine eigene umfangreiche Mineraliensammlung kam ebenfalls an die Bergakademie, da der Staat sie nach seinem Tod gegen eine hohe Pension für Witwe und Tochter aufkaufte. Sie ist heute Teil der Sammlung des Naturkundemuseums in Berlin.
Da er aus seinen Reisen in Italien aktive Vulkane kennengelernt und in seinem Reisebericht beschrieben hatte (und auch als Schüler von Raspe), stand er der damals in Deutschland dominierenden Neptunisten-Schule von Abraham Gottlob Werner kritisch gegenüber und war Vulkanist. Sein früher Tod verhinderte aber eine größere Einflussnahme. Nach Ferber (1772) war das Granit das älteste Gestein, darauf folgte das Schiefergebirge und das Flötzgebirge (Kalkstein, Sandstein). Darauf folgen jüngere Tertiärgebirge und vulkanische Massen. Ähnlich Raspe nahm er an, dass vulkanisch verursachte Basalte durch die Kalkmassen der Alpen durchgedrungen waren und diese gehoben hatten. Er war gegen die (alchemistische) Umwandlung von Mineralien und trat auch der Gesteinsmetamorphose entgegen (Examen hypotheseos de transmutationibus corporum mineralium, Acta Acad. Sci. Petropol. 1780, S. 248). Er erkannte aber in den Alpen die enge Verbindung von Gneis und Tonschiefer. Ferber war 1784 auch ein Vorläufer von Charles Lyell in der Drifttheorie (Transport von Findlingen u. a. mit Eisschollen im Diluvialmeer).
Er veröffentlichte meist in Deutsch.
1788 inspizierte er das zu Preußen gehörige Neuenburg und besuchte außerdem die Schweiz und Burgund. Nach einem halben Jahr in Berlin erhielt er ein Angebot der Schweizer Regierung, den Bergbau zu inspizieren. Im September 1789 erlitt er in der Schweiz einen Schlaganfall, der ihn halbseitig lähmte. Er wurde nach Bern gebracht und starb dort im April 1790.
1781 wurde er Mitglied der Leopoldina und 1786 Mitglied der Königlich-Preußischen Akademie der Wissenschaften. Er wurde auch Mitglied der Akademie der Wissenschaften in Siena sowie der Ackerbaugesellschaft in Florenz und Vicenza. 1773 wurde er in die neu gegründete Berlinische Gesellschaft Naturforschender Freunde aufgenommen.

## Schriften
- Briefe aus Wälschland über natürliche Merkwürdigkeiten. Gerl, Prag 1773. (Digitalisat)
- Beiträge zur Mineralgeschichte von Böhmen. Himburg, Berlin 1774. (Digitalisat)
- Beschreibung des Quecksilber-Bergwerks zu Idria in Mittel-Cräyn. Berlin 1774 (Digitalisat).
- Versuch einer Oryktographie von Derbyshire. Hinz, Mitau 1776. (Digitalisat)
- Johann Jacob Ferbers bergmännische Nachrichten von den merkwürdigsten mineralischen Gegenden der herzoglich-zweybrückischen, chur-pfälzischen, wild- und rheingräflichen und nassauischen Länder. Mitau 1776 (Digitalisat).
- Neue Beiträge zur Mineralgeschichte verschiedener Länder. Mitau 1778 (urn:nbn:de:bvb:12-bsb10283432-0).
- Physikalisch-metallurgische Abhandlungen über die Gebirge in Ungarn. Nicolai, Berlin/Stettin 1780. (Digitalisat)
- Zusätze zu einem Versuch einer Naturgeschichte von Liefland. 1784.
- Anmerkungen zur physischen Erdbeschreibung von Kurland. Hartknoch, Riga 1784. (Digitalisat)
- Nachricht von dem Anquicken der gold- und silberhaltigen Erze, Kupfersteine und Speisen in Ungarn und Böhmen, nach eigenen Bemerkungen daselbst im Jahre 1786 entworfen. Mylius, Berlin 1787. (Digitalisat)
- Drey Briefe mineralischen Inhalts. 1789.
- Mineralogische und metallurgische Bemerkungen in Neuchatel, Franche Comté und Bourgogne, im Iahr 1788 angestellt . Mylius, Berlin 1789. (Digitalisat)
- Nachrichten und Beschreibungen einiger chemischer Fabriken. 1793 (Digitalisat).
- Relation von der ihm aufgetragenen mineralogischen berg- und hüttemännischen Reise durch einige polnische Provinzen. Hrsg. v. Johann Carl Wilhelm Voigt. Langbein u. Klüger: Arnstadt, Rudolstadt 1803 (postum).
- Briefe an Friedrich Nicolai aus Mitau und St. Petersburg. Herford, Berlin 1974 (Hrsg. Heinz Ischreyt, Einleitung Albrecht Timm).

Er schrieb auch viele Rezensionen für die Allgemeine Deutsche Bibliothek des Berliner Verlegers Friedrich Nicolai.